# Madisonville (Luisiana)
Madisonville es un pueblo ubicado en la parroquia de St. Tammany en el estado estadounidense de Luisiana. En el Censo de 2010 tenía una población de 748 habitantes y una densidad poblacional de 114,79 personas por km². Se encuentra al sureste del estado, a la ribera del lago Pontchartrain.

## Geografía
Madisonville se encuentra ubicado en las coordenadas 30°23′55″N 90°9′58″O / 30.39861, -90.16611. Según la Oficina del Censo de los Estados Unidos, Madisonville tiene una superficie total de 6.52 km², de la cual 6.46 km² corresponden a tierra firme y (0.87%) 0.06 km² es agua.

## Demografía
Según el censo de 2010, había 748 personas residiendo en Madisonville. La densidad de población era de 114,79 hab./km². De los 748 habitantes, Madisonville estaba compuesto por el 86.9% blancos, el 4.55% eran afroamericanos, el 0.4% eran amerindios, el 1.34% eran asiáticos, el 0.27% eran isleños del Pacífico, el 4.81% eran de otras razas y el 1.74% pertenecían a dos o más razas. Del total de la población el 2.67% eran hispanos o latinos de cualquier raza.